# Krimmler Ache

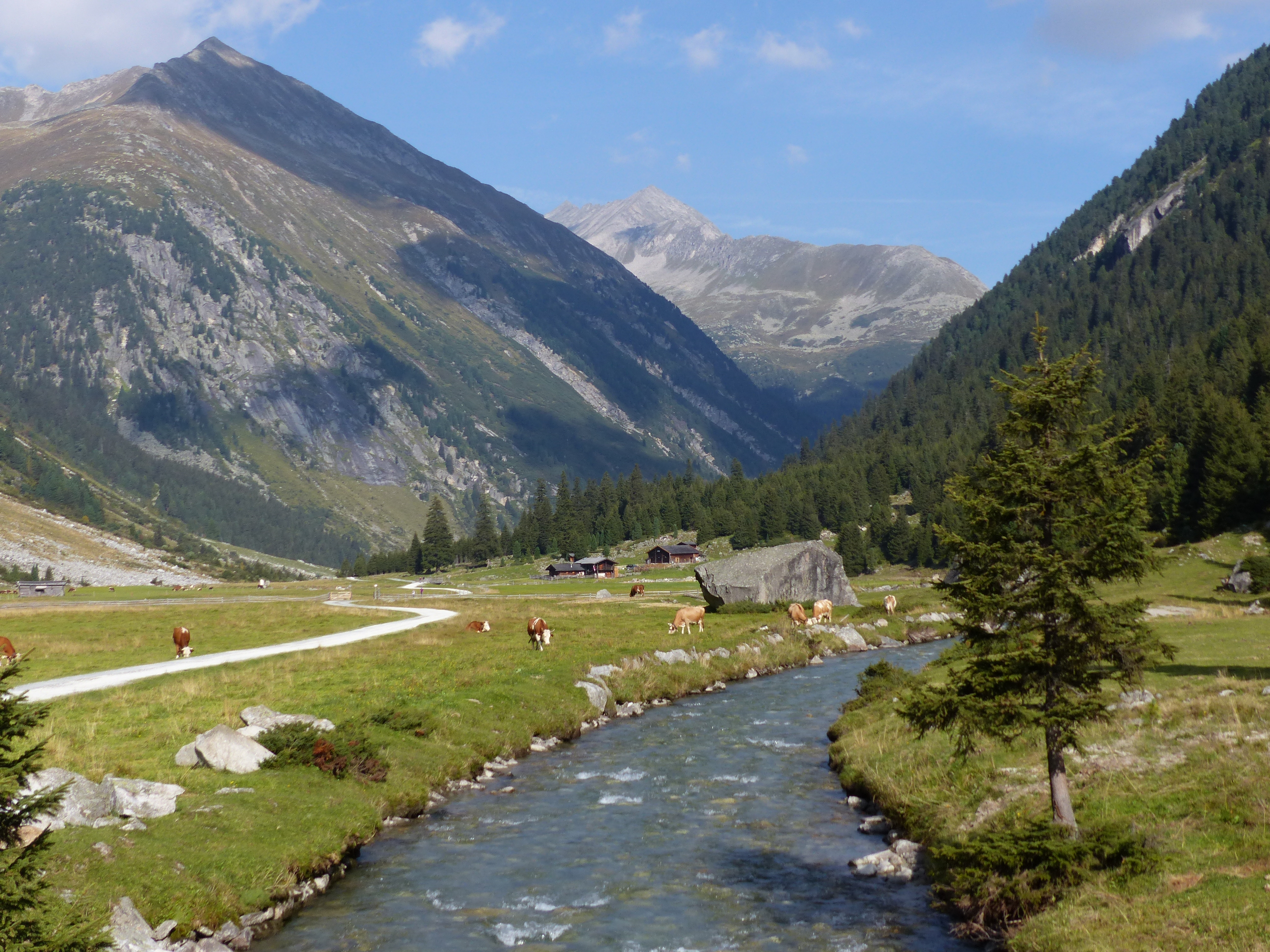
De Krimmler Ache

De Krimmler Ache is de rivier in de Pinzgau regio van de Oostenrijkse deelstaat Salzburg die uitkomt bij de Krimmler Wasserfälle. 
De rivier Krimmler Ache is een zijrivier van de Salzach. De rivier is erg in trek bij de vliegvissers vanwege de aanwezigheid van de vlagzalm en beekforel.